# Beate Sampson

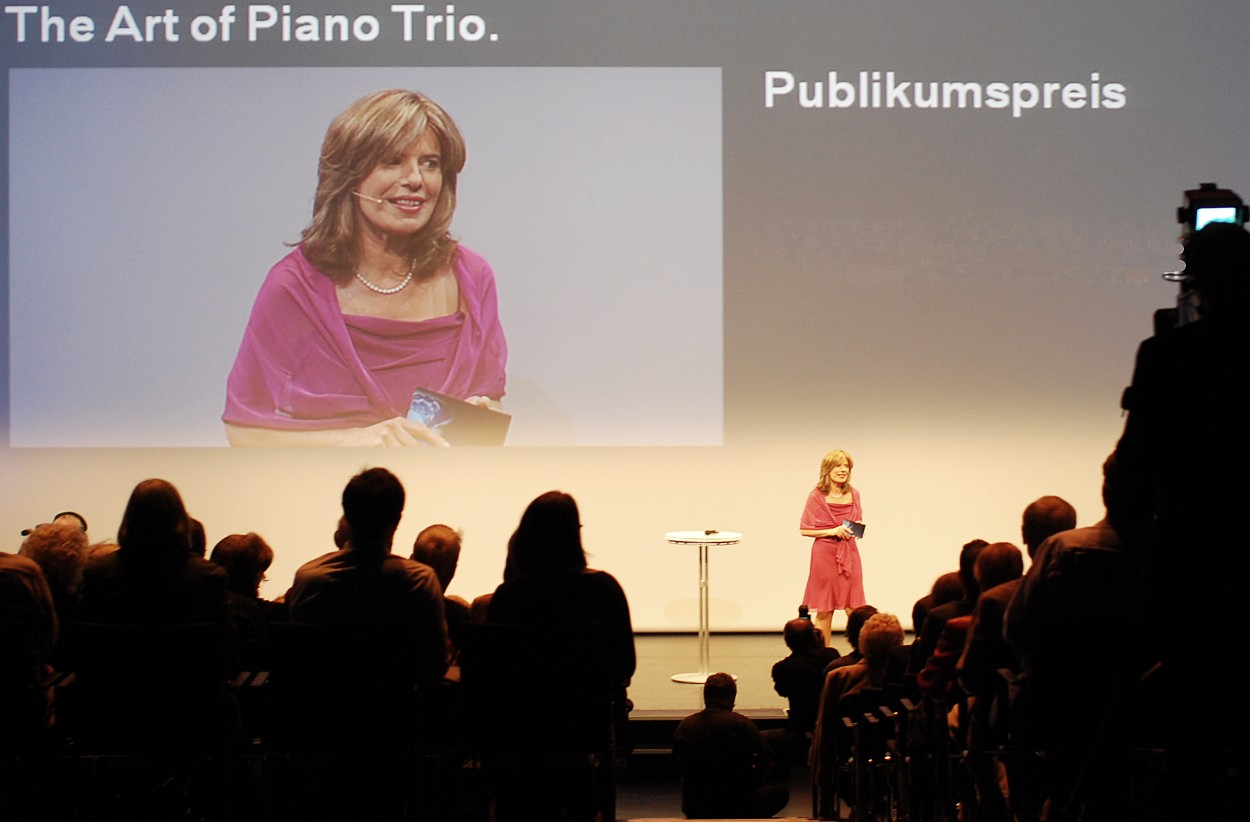
Beate Sampson bei der Moderation des Finales des BMW Welt Jazz Awards 2009

Beate Sampson (* 1961 als Beate Krause) ist eine deutsche Musikjournalistin, Moderatorin und Jazzsängerin.

## Werdegang
Beate Krause wuchs in Fürth auf und besuchte dort das Helene-Lange Gymnasium. Sie wurde mit 16 Jahren Sängerin der Band Carol of Harvest aus Fürth, auf deren Album Carol of Harvest sie 1978 ihr Debüt als Solosängerin gab. Später sang sie in Pop-Bands wie Joker (1981–1983) oder dem Cosmic Dance Club, aber auch mit den Jazzmusikern Thomas Fink (1985), Peter Fulda und Wolfgang Haffner. 1984 absolvierte sie den  „Modellversuch Popularmusik“ der Musikhochschule Hamburg im Studienzweig Jazz.
Ab 1985 bildete sie mit Biggi Reyscher und Andrea Fleissner das kabarettistische Gesangstrio Trillergirls, das bis 2002 bestand. Mit ihm tourte sie durch ganz Deutschland, u. a. mit regelmäßigen Gastspielen im Mainzer Unterhaus und Freiburger Vorderhaus und hatte einen Auftritt beim „Großen Preis“ im ZDF. Parallel dazu arbeitete sie mit u. a. mit Peter Heider und Hans Grasser im Quartett Straight Talk, gehörte zur Trevor Coleman Group und zu Bettina Koziols Vokaljazz-Projekt Nada. Auch trat sie mit Lizzy Aumeier auf und sang auf einer CD von Joe Bawelino. Bis 2012 gehörte sie außerdem zur Gruppe Rosebud mit Gitarrist Geoff Goodman, Saxophonist Till Martin und Posaunist Johannes Herrlich. Mit dem Pianisten Bernhard Pichl spielte sie ein Programm mit Songs von Joni Mitchell.
Ab 1984 arbeitete sie für den Bayerischen Rundfunk, zunächst in Nürnberg, ab 2003 auch in München: als Sprecherin, Autorin und Moderatorin, als Redakteurin und Executive Producer bei CD-Koproduktionen des BR. Sie gehörte zum Sprecherinnen-Team der Kult-Sendung „Abenteuer des Alltags“ von Ralf Huwendiek.
Für BR-Klassik moderiert sie regelmäßig die Sendungen „Jazztime“ und „Classic Sounds in Jazz“ und hostete in den Corona-Jahren 2020 und 2021 die BR-Klassik YouTube Reihe „Bühne frei im Studio 2“. Regulär findet diese Reihe mit monatlichen Konzerten im Funkhaus des BR in München statt. Seitdem sie 2003 gemeinsam mit Roland Spiegel die Nachfolge der Jazzredakteure Joe Kienemann und Peter Machac übernahm, betreut sie Bühne frei im Studio 2 redaktionell. Die von Ulrich Habersetzer, Roland Spiegel und ihr konzipierte und moderierte Jazztime: Hören wir gutes und reden wir drüber – Volume 7 wurde 2022 als „beste Sendung“ mit dem Deutschen Radiopreis ausgezeichnet. Die für den Deutschen Jazzpreis 2024 nominierte Web-Doku „Challenge1923“ entstand unter ihrer redaktionellen Leitung.

## Diskografie
- Carol of Harvest Carol of Harvest (mit Axel Schmierer, Robert Högn, Jürgen Kolb, Heinz Reinschlüssel, 1978; Brutkasten)[8]
- Trillergirls Here We Are (Bongo) (1995)
- Nada Panta Rei (mit Bettina Koziol, Merit Ostermann, Martin Klingeberg, Martin Zenker, Billy Elgart, 2000)
- Rosebud Plays the Music of Newport (mit Geoff Goodman, Till Martin, Johannes Herrlich, 2008; Enja)